# Rosita
Pour l’article homonyme, voir Rosita (film).
Rosita est une municipalité nicaraguayenne de la région autonome de la Côte caraïbe nord.